# UB 18
UB 18 war ein deutsches U-Boot vom Typ UB II während des Ersten Weltkrieges.
Es wurde am 30. April 1915 bei der Werft Blohm & Voss in Hamburg in Auftrag gegeben, wo es am 21. August 1915 den Stapellauf hatte. Es wurde am 10. Dezember 1915 bei der Kaiserlichen Marine in Dienst gestellt und war während seiner ganzen Dienstzeit der U-Flottille Flandern zugeteilt.
Im Verlaufe von 32 Feindfahrten konnte das Boot insgesamt 126 Schiffe versenken. Diese entsprachen einem Schiffsraum von 128.555 BRT. Außerdem konnte ein Kriegsschiff mit 660 t Verdrängung versenkt werden.
Es wurde in der Nacht vom 8. Dezember zum 9. Dezember 1917 vom britischen Trawler Ben Lawers gerammt und sank daraufhin zwischen der Bretagne und Cornwall auf der Position 49° 17′ N, 5° 47′ W. Es gab keine Überlebenden. Der Trawler, der einen Kohlenkonvoi über den Ärmelkanal eskortiert hatte, wurde bei dem Rammstoß selbst so schwer beschädigt, dass er nur mit Mühe einen Hafen erreichen konnte.